# 一身上の都合
一身上の都合（いっしんじょうのつごう）とは、退職理由や履歴書などにおいて用いられる定型句。

## 概要
労働者の個人的な理由で職を辞する場合、例えば、病気療養のため、結婚により家事に専念するため、老親の面倒を見るために出身地での就職を希望するため、自己の能力を生かせる職場に転職するためという意味で用いられる。
労働者が自らの意思で退職する場合、退職願には具体的事情を記入せず、「一身上の都合により」退職したい旨を記載するのが半ば社会的慣行となっている。また、労働法上も退職理由を申告する義務はない。
退職届だけでなく、前の職場を辞めた理由について、履歴書や職務経歴書に記入する場合もある。ただし、リストラなどの会社都合で退職した場合は「一身上の都合により」と記載することはできない。